# Mbunde Cumba Mbali
Mâ´Bunde Cumba Mâ´bali (ur. 25 kwietnia 1991) – zapaśnik z Gwinei Bissau walczący w stylu wolnym. Zajął 24 miejsce na mistrzostwach świata w 2018. Dziesiąty w indywidualnym Pucharze Świata w 2020. Wicemistrz igrzysk afrykańskich w 2019. Zdobył pięć medali na mistrzostwach Afryki w latach 2016 - 2022. Brązowy medalista igrzysk Solidarności Islamskiej w 2017 roku.